# Trevor Brennan
Trevor Brennan (Leixlip, 23 settembre 1973) è un ex rugbista a 15 e imprenditore irlandese, terza linea ala di Leinster e Tolosa.

## Biografia
In gioventù praticante diversi mestieri per mantenersi (tra le altre cose fu lattaio nell'esercizio commerciale di suo fratello e lavorò in un chiosco di patatine fritte, dal cui proprietario italiano imparò la lingua), nel 1997 Brennan passò dal rugby dilettantistico di club nelle file del Barnhall RFC al professionismo nella provincia di Leinster, per la quale debuttò nel campionato interprovinciale irlandese.
Nel luglio 1998 debuttò per l'Irlanda durante un test match di metà anno a Bloemfontein contro il Sudafrica; l'anno seguente fu tra i convocati alla Coppa del Mondo di rugby 1999 nel Regno Unito e, nel 2001, esordì per Leinster nella neoistituita Celtic League vincendone la prima edizione.
Tuttavia, alla fine della stagione, il Leinster lo considerò in sovrannumero e non gli rinnovò il contratto e lo stesso fece la Federazione, non convocandolo più; si fermò quindi a 13 incontri internazionali per l'Irlanda.
Si trasferì quindi in Francia al Tolosa con cui, alla prima stagione, vinse la Heineken Cup.
Due anni più tardi si riconfermò campione d'Europa con Tolosa, e nel 2007 la sua carriera ebbe una brusca fine a seguito di un incidente con un tifoso durante l'incontro di Heineken Cup contro l'Ulster: in quel momento riserva, Brennan reagì ad alcuni insulti rivoltigli dalla tifoseria nordirlandese e colpì un tifoso sugli spalti con alcuni pugni; l'aggressione fu paragonata per gravità a quella in cui fu coinvolto Éric Cantona nel 1995.
A Brennan fu inflitto un bando perpetuo poi ridotto a cinque anni, ma al momento dell'irrogazione della sanzione sportiva Brennan aveva già deciso di ritirarsi dall'attività agonistica.
Rimasto a Tolosa, Brennan ivi gestisce un locale, ritrovo dei tifosi di rugby locali e in visita e gestisce un'agenzia di viaggi, la Trevor Brennan Rugby Tour.

## Palmarès
- Celtic League: 1
Leinster: 2001-02
- Heineken Cup: 2
Tolosa: 2002-03, 2004-05